# Scottish Premiership 2019-20
La temporada 2019-20 (conocida como Ladbrokes Premiership por razones patrocinio) fue la 7.ª edición de la Scottish Premiership y la 123.ª edición del Campeonato escocés de fútbol, la máxima categoría del fútbol profesional en Escocia. La temporada comenzó el 3 de agosto de 2019 y finalizó el 18 de mayo de 2020.
El 13 de marzo, la SPFL suspendió la liga debido a la Pandemia por coronavirus.
El 18 de mayo, la SPFL decidió finalmente dar por terminada la liga, dejando como campeón al Celtic, el Heart of Midlothian descendió tras quedar 12

## Ascensos y descensos
| Pos. | Descendido de la Scottish Premiership 2018-19 |
| ---- | --------------------------------------------- |
| 12º  | Dundee                                        |

| Pos. | Ascendido de la Scottish Championship 2018-19 |
| ---- | --------------------------------------------- |
| 1º   | Ross County                                   |

## Equipos participantes
| Equipo              | Ciudad     | Estadio             | Capacidad |
| ------------------- | ---------- | ------------------- | --------- |
| Aberdeen            | Aberdeen   | Pittodrie Stadium   | 22.220    |
| Celtic              | Glasgow    | Celtic Park         | 60.837    |
| Hamilton Academical | Hamilton   | New Douglas Park    | 6.500     |
| Heart of Midlothian | Edimburgo  | Tynecastle Stadium  | 17.420    |
| Hibernian           | Edimburgo  | Easter Road         | 20.421    |
| Kilmarnock          | Kilmarnock | Rugby Park          | 18.220    |
| Livingston          | Livingston | Tony Macaroni Arena | 8.716     |
| Motherwell          | Motherwell | Fir Park            | 13.750    |
| Rangers             | Glasgow    | Ibrox Stadium       | 50.987    |
| Ross County         | Dingwall   | Victoria Park       | 6.500     |
| St. Johnstone       | Perth      | McDiarmid Park      | 10.673    |
| St. Mirren          | Paisley    | St. Mirren Park     | 8.023     |

## Formato de competencia

### Temporada regular
En la fase inicial de la temporada, los 12 equipos jugarán un torneo de todos contra todos donde cada equipo jugará contra los otros equipos tres veces. Después de 33 partidos, la liga se divide en dos secciones de seis equipos, con cada equipo jugando entre sí en esa sección. La liga intenta equilibrar el calendario de partidos para que los equipos en la misma sección juegan entre sí dos veces de local y dos veces de visitante, pero a veces esto no es posible. Se jugará un total de 228 partidos, con 38 partidos jugados por cada equipo.

### Descenso y play-off
El equipo que termine en el lugar 12 descenderá automáticamente a la Scottish Championship, mientras que el campeón de esta será promovido a la Scottish Premiership para la temporada 2020-21. El equipo que termine 11º en la Scottish Premiership jugará contra el ganador de los playoffs del Scottish Championship (equipos que terminan segundo, tercero y cuarto en el Scottish Championship) en dos partidos de playoffs, el ganador asegura un lugar en la Scottish Premiership para la temporada 2020-21.

## Personal y equipación
| Club                | Técnico                             | Capitán          | Equipación  |
| ------------------- | ----------------------------------- | ---------------- | ----------- |
| Aberdeen            | Derek McInnes                       | Joe Lewis        | Adidas      |
| Celtic              | Neil Lennon                         | Scott Brown      | New Balance |
| Hamilton Academical | Brian Rice                          | Darian MacKinnon | Adidas      |
| Heart of Midlothian | Craig Levein                        | Christophe Berra | Umbro       |
| Hibernian           | Paul Heckingbottom                  | David Gray       | Macron      |
| Kilmarnock          | Angelo Alessio                      | Kris Boyd        | Nike        |
| Livingston          | Gary Holt                           | Alan Lithgow     | FBT         |
| Motherwell          | Stephen Robinson                    | Peter Hartley    | Macron      |
| Rangers             | Steven Gerrard                      | James Tavernier  | Hummel      |
| Ross County         | Steven Ferguson y Stuart Kettlewell | Marcus Fraser    | Macron      |
| St. Johnstone       | Tommy Wright                        | Jason Kerr       | BLK         |
| St. Mirren          | Oran Kearney                        | Stephen McGinn   | Joma        |

## Tabla de posiciones
| Pos. | Equipo              | Pts. | PJ | G  | E  | P  | GF | GC | Dif. | Clasificación 2020–21                 |
| ---- | ------------------- | ---- | -- | -- | -- | -- | -- | -- | ---- | ------------------------------------- |
| 1    | Celtic (C)          | 80   | 30 | 26 | 2  | 2  | 89 | 19 | +70  | Primera ronda de la Liga de Campeones |
| 2    | Rangers             | 67   | 29 | 21 | 4  | 4  | 64 | 19 | +45  | Segunda ronda de la Liga Europa       |
| 3    | Motherwell          | 46   | 30 | 14 | 4  | 12 | 41 | 38 | +3   | Primera ronda de la Liga Europa       |
| 4    | Aberdeen            | 45   | 30 | 12 | 9  | 9  | 40 | 36 | +4   | Primera ronda de la Liga Europa       |
| 5    | Livingston          | 39   | 30 | 10 | 9  | 11 | 41 | 39 | +2   |                                       |
| 6    | Hibernian           | 37   | 30 | 9  | 10 | 11 | 42 | 49 | −7   |                                       |
| 7    | St Johnstone        | 36   | 29 | 8  | 12 | 9  | 28 | 46 | −18  |                                       |
| 8    | Kilmarnock          | 33   | 30 | 9  | 6  | 15 | 31 | 41 | −10  |                                       |
| 9    | St. Mirren          | 29   | 30 | 7  | 8  | 15 | 24 | 40 | −16  |                                       |
| 10   | Ross County         | 29   | 30 | 7  | 8  | 15 | 29 | 60 | −31  |                                       |
| 11   | Hamilton Academical | 27   | 30 | 6  | 9  | 15 | 30 | 50 | −20  |                                       |
| 12   | Heart of Midlothian | 23   | 30 | 4  | 11 | 15 | 31 | 52 | −21  | Desciende a Scottish Championship     |

Actualizado a los partidos jugados el 8 de marzo de 2020.
 Fuente: Soccerway

### Evolución de la clasificación
| Jornada / Equipo    | 1  | 2  | 3  | 4  | 5  | 6  | 7  | 8  | 9  | 10 | 11 | 12 | 13 | 14 | 15 | 16 | 17 | 18 | 19 | 20 | 21 | 22 | 23 | 24 | 25 | 26 | 27 | 28 | 29 | 30 |
| Jornada / Equipo    |    |    |    |    |    |    |    |    |    |    |    |    |    |    |    |    |    |    |    |    |    |    |    |    |    |    |    |    |    |    |
| ------------------- | -- | -- | -- | -- | -- | -- | -- | -- | -- | -- | -- | -- | -- | -- | -- | -- | -- | -- | -- | -- | -- | -- | -- | -- | -- | -- | -- | -- | -- | -- |
| Celtic              | 1  | 1  | 1  | 1  | 1  | 1  | 1  | 2  | 1  | 1  | 1  | 1  | 1  | 1  | 1  | 1  | 1  | 1  | 1  | 1  | 1  | 1  | 1  | 1  | 1  | 1  | 1  | 1  | 1  | 1  |
| Rangers             | 4  | 2  | 2  | 2  | 2  | 2  | 2  | 1  | 2  | 2  | 2  | 2  | 2  | 2  | 2  | 2  | 2  | 2  | 2  | 2  | 2  | 2  | 2  | 2  | 2  | 2  | 2  | 2  | 2  | 2  |
| Motherwell          | 7  | 10 | 6  | 5  | 3  | 4  | 3  | 3  | 3  | 4  | 3  | 3  | 4  | 4  | 4  | 4  | 3  | 4  | 3  | 3  | 3  | 3  | 3  | 3  | 3  | 4  | 4  | 3  | 3  | 3  |
| Aberdeen            | 3  | 4  | 5  | 4  | 4  | 3  | 4  | 4  | 4  | 5  | 4  | 4  | 3  | 3  | 3  | 3  | 4  | 3  | 4  | 4  | 4  | 4  | 4  | 4  | 4  | 3  | 3  | 4  | 4  | 4  |
| Livingston          | 6  | 8  | 3  | 3  | 5  | 6  | 6  | 6  | 7  | 7  | 6  | 7  | 7  | 8  | 8  | 8  | 7  | 8  | 6  | 7  | 5  | 5  | 5  | 5  | 5  | 5  | 5  | 5  | 5  | 5  |
| St. Johnstone       | 12 | 11 | 10 | 12 | 11 | 12 | 12 | 12 | 12 | 12 | 8  | 9  | 11 | 12 | 12 | 11 | 12 | 10 | 10 | 9  | 9  | 9  | 8  | 8  | 8  | 8  | 8  | 8  | 8  | 6  |
| Hibernian           | 5  | 7  | 7  | 9  | 9  | 11 | 11 | 10 | 11 | 11 | 9  | 10 | 8  | 6  | 6  | 6  | 6  | 5  | 7  | 5  | 6  | 6  | 6  | 6  | 6  | 6  | 6  | 6  | 6  | 7  |
| Kilmarnock          | 9  | 12 | 12 | 6  | 6  | 7  | 7  | 7  | 5  | 3  | 5  | 5  | 5  | 5  | 5  | 5  | 5  | 4  | 5  | 6  | 7  | 7  | 7  | 7  | 7  | 7  | 7  | 7  | 7  | 8  |
| St Mirren           | 10 | 5  | 8  | 10 | 10 | 10 | 10 | 11 | 9  | 10 | 12 | 12 | 12 | 10 | 11 | 12 | 9  | 9  | 9  | 10 | 10 | 10 | 10 | 10 | 10 | 10 | 10 | 10 | 10 | 9  |
| Ross County         | 2  | 3  | 4  | 8  | 7  | 5  | 5  | 5  | 6  | 6  | 7  | 6  | 6  | 7  | 7  | 7  | 8  | 7  | 8  | 8  | 8  | 8  | 9  | 9  | 9  | 9  | 9  | 9  | 9  | 10 |
| Hamilton Academical | 11 | 6  | 9  | 7  | 8  | 9  | 8  | 8  | 8  | 8  | 10 | 8  | 10 | 11 | 9  | 10 | 11 | 12 | 11 | 11 | 11 | 11 | 11 | 12 | 11 | 11 | 11 | 11 | 11 | 11 |
| Heart of Midlothian | 8  | 9  | 11 | 11 | 12 | 8  | 9  | 9  | 10 | 9  | 11 | 11 | 9  | 9  | 10 | 9  | 10 | 11 | 12 | 12 | 12 | 12 | 12 | 11 | 12 | 12 | 12 | 12 | 12 | 12 |

### Resultados
| Local \ Visitante   | ABE | CEL | HAM | HEA | HIB | KIL | LIV | MOT | RAN | ROS | STJ | STM |
| ------------------- | --- | --- | --- | --- | --- | --- | --- | --- | --- | --- | --- | --- |
| Aberdeen            | —   | 0–4 | 1–0 | 3–2 | 1–1 | 3–0 | 2–1 | 0–1 | 2–2 | 3–0 | 1–1 | 2–1 |
| Celtic              | 2–1 | —   | 2–1 | 3–1 | 2–0 | 3–1 | 4–0 | 2–0 | 1–2 | 6–0 | 7–0 | 2–0 |
| Hamilton Academical | 0–1 | 0–1 | —   | 2–1 | 1–1 | 2–0 | 2–1 | 1–3 | 1–3 | 2–2 | 0–1 | 0–1 |
| Heart of Midlothian | 1–1 | 0–2 | 2–2 | —   | 0–2 | 0–1 | 1–1 | 2–3 | 1–1 | 0–0 | 0–1 | 5–2 |
| Hibernian           | 3–0 | 1–1 | 2–1 | 1–2 | —   | 2–2 | 2–2 | 3–1 | 0–3 | 2–2 | 2–2 | 1–0 |
| Kilmarnock          | 0–0 | 1–3 | 2–2 | 3–0 | 2–0 | —   | 2–1 | 0–1 | 1–2 | 0–0 | 0–0 | 1–0 |
| Livingston          | 0–2 | 2–0 | 0–0 | 0–0 | 2–0 | 3–0 | —   | 0–0 | 0–2 | 4–0 | 1–0 | 2–1 |
| Motherwell          | 0–3 | 2–5 | 1–2 | 1–0 | 3–0 | 2–1 | 2–1 | —   | 0–2 | 1–2 | 4–0 | 2–0 |
| Rangers             | 5–0 | 0–2 | 5–0 | 5–0 | 6–1 | 1–0 | 3–1 | 2–1 | —   | 2–0 | –   | 1–0 |
| Ross County         | 1–3 | 1–4 | 3–0 | 0–0 | 2–1 | 1–0 | 1–4 | 1–2 | 0–4 | —   | 2–2 | 2–1 |
| St Johnstone        | 1–1 | 0–3 | 3–2 | 1–0 | 1–4 | 0–1 | 2–2 | 0–1 | 0–4 | 1–1 | —   | 0–0 |
| St. Mirren          | 1–0 | 1–2 | 0–0 | 0–0 | 1–2 | 1–0 | 3–3 | 0–3 | 0–1 | 2–1 | 2–0 | —   |

| Local \ Visitante   | ABE | CEL | HAM | HEA | HIB | KIL | LIV | MOT | RAN | ROS | STJ | STM |
| ------------------- | --- | --- | --- | --- | --- | --- | --- | --- | --- | --- | --- | --- |
| Aberdeen            | —   | 1–2 | –   | –   | 3–1 | –   | –   | –   | –   | 1–2 | 0–1 | –   |
| Celtic              | –   | —   | –   | 5–0 | –   | 3–1 | –   | –   | –   | 3–0 | –   | 5–0 |
| Hamilton Academical | 1–3 | 1–4 | —   | –   | –   | 1–0 | 2–4 | 0–0 | –   | –   | –   | –   |
| Heart of Midlothian | –   | –   | 2–2 | —   | –   | 2–3 | –   | 1–1 | 2–1 | –   | –   | –   |
| Hibernian           | –   | –   | –   | 1–3 | —   | –   | 1–1 | –   | –   | 3–0 | –   | 2–2 |
| Kilmarnock          | 2–2 | –   | –   | –   | 1–2 | —   | –   | –   | 2–1 | 3–1 | –   | –   |
| Livingston          | –   | 2–2 | –   | –   | –   | –   | —   | 1–0 | –   | –   | –   | 2–1 |
| Motherwell          | –   | 0–4 | –   | –   | 0–0 | –   | –   | —   | –   | 4–1 | –   | 1–2 |
| Rangers             | 0–0 | –   | 0–1 | –   | 2–1 | –   | 1–0 | –   | —   | –   | –   | –   |
| Ross County         | –   | –   | –   | –   | –   | –   | 2–0 | –   | 0–1 | —   | 1–1 | –   |
| St Johnstone        | –   | –   | –   | 3–3 | –   | 2–1 | 1–0 | 2–1 | 2–2 | –   | —   | –   |
| St. Mirren          | 0–0 | –   | 1–1 | 1–0 | –   | –   | –   | –   | –   | –   | 0–0 | —   |

## Estadísticas
| Pos. | Jugador          | Club      | Goles |
| ---- | ---------------- | --------- | ----- |
| 1    | Odsonne Édouard  | Celtic    | 22    |
| 2    | Jermain Defoe    | Rangers   | 13    |
| 3    | Christian Doidge | Hibernian | 12    |
| 3    | Alfredo Morelos  | Rangers   | 12    |
| 5    | Sam Cosgrove     | Aberdeen  | 11    |

### Tripletas, pókers o repokers
Aquí se encuentra la lista de tripletas o hat-tricks y póker de goles (en general, tres o más goles anotados por un jugador en un mismo encuentro) convertidos en la temporada.
| Fecha      | Jugador          | Goles       | Local         | Resultado | Visitante           |
| ---------- | ---------------- | ----------- | ------------- | --------- | ------------------- |
| 3/09/2019  | Ryan Christie    | 26' 30' 67' | Celtic        | 7 – 0     | St. Johnstone       |
| 11/09/2019 | Jermain Defoe    | 9' 15' 74'  | Rangers       | 6 – 1     | Hibernian           |
| 6/10/2019  | Jermain Defoe    | 7' 63' 71'  | Rangers       | 5 – 0     | Hamilton Academical |
| 9/11/2019  | Christian Doidge | 2' 18' 58'  | St. Johnstone | 1 – 4     | Hibernian           |
| 21/12/2019 | Lyndon Dykes     | 41' 50' 73' | Livinsgton    | 4 – 0     | Ross County         |
| 7/03/2020  | Leigh Griffiths  | 18' 44' 74' | Celtic        | 5 – 0     | St. Mirren          |